# Nobuo Fujita
Nobuo Fujita (藤田信雄) (1911-30 de outubro de 1997) foi um piloto japonês, o único piloto do Eixo que bombardeou os Estados Unidos. Morreu em 1997 aos 85 anos em decorrência de um câncer de pulmão.
Após a guerra, recebeu um convite para visitar a cidade que havia bombardeado.